# د لوی ویاله کلی
د لوی ویاله کلی (به لاتین: De Loy Wiyaleh Kelay) یک منطقهٔ مسکونی در افغانستان است که در ولایت هلمند واقع شده‌است.